# Distaplia bermudensis
Distaplia bermudensis är en sjöpungsart som beskrevs av Van Name 1902. Distaplia bermudensis ingår i släktet Distaplia och familjen Holozoidae. Inga underarter finns listade i Catalogue of Life.